# دیودوروس کرونوس
دیودوروس کرونوس (به یونانی: Διόδωρος Κρόνος؛ به انگلیسی: Diodorus Cronus؛ درگذشت حدود ۲۸۴ قبل از میلاد) فیلسوف و منطقی‌دان یونانی مرتبط با مکتب مگارایی بود. او به‌ویژه به دلیل نوآوری‌های منطقی خود، از جمله استدلال استادانه‌اش که در پاسخ به بحث ارسطو دربارهٔ احتمالات آینده تدوین کرد شناخته می‌شود.

## زندگی
دیودوروس فرزند آمینیاس از شهر یاسوس در کاریه بود. او در دربار اسکندریه در دوران حکومت بطلمیوس یکم سوتر زندگی می‌کرد. گفته می‌شود که بطلمیوس به دلیل ناتوانی او در حل فوری مسئله‌ای دیالکتیکی که توسط استیلپو در حضور پادشاه مطرح شد، به او لقب کرونوس (به معنای «پیرمرد») داد. گفته شده که دیودوروس از این ننگ آنچنان دل‌شکسته شد که پس از بازگشت از آن مهمانی و نوشتن رساله‌ای دربارهٔ مسئله، از غصه درگذشت. با این حال، به گفته استرابون، دیودوروس خود این لقب را از استادش، آپولونیوس کرونوسی، به ارث برد. گمان می‌رود که دیودوروس در حدود ۲۸۴ قبل از میلاد درگذشته باشد؛ تاریخ تولد او ناشناخته است. در گذشته تصور می‌شد که او به قدری مسن بوده که بر ارسطو (۳۸۴–۳۲۲ قبل از میلاد) تأثیر گذاشته است، اما شواهد قوی برای این ادعا وجود ندارد.
دیودوروس به دلیل مهارت فوق‌العاده‌اش در دیالکتیک که به او لقب «دیالکتیک‌دان» داده بود، بسیار شناخته شده بود. این عنوان به‌طور مؤثر به نام خانوادگی او تبدیل شد و حتی به پنج دخترش، منکسن، آرگیا، تئوجنیس، آرتمسیا و پانتاکلیا که همگی در دیالکتیک تخصص داشتند، انتقال یافت. از شاگردان او می‌توان به فیلو دیالکتیک‌دان و زنون رواقی، بنیان‌گذار مکتب رواقی‌گری اشاره کرد. اگرچه دیودوروس تحت تأثیر مکتب مگارایی قرار داشت، اما مشخص نیست که او و همکارانش تا چه حد به آن مکتب خاص وابسته بودند.

## فلسفه
او به ویژه به دلیل نوآوری‌های منطقی خود، از جمله استدلال استادانه‌اش که در پاسخ به بحث ارسطو دربارهٔ احتمالات آینده تدوین شد، شناخته می‌شود. دیوژن لائرتی می‌گوید که دیودوروس همچنین از پارادوکس کپه‌ها استفاده کرد و گفته می‌شود که دو پارادوکس دیگر، یعنی «مرد نقاب‌دار» و «شاخ‌ها» را که به ایبولیدس نیز نسبت داده می‌شوند، ابداع کرده است. آئولوس گلیوس ادعا می‌کند که او همچنین دیدگاه مبنی بر ابهام در کلمات را رد می‌کرد و هر گونه عدم قطعیت در درک را ناشی از ابراز مبهم سخنرانان می‌دانست. به گفته سکستوس امپریکوس، او همچنین معتقد بود که فضا غیرقابل تقسیم است و در نتیجه حرکت غیرممکن است. او همچنین وجود و همه‌چیزهای متعدد را هم در زمان و هم در فضا انکار می‌کرد؛ اما او چیزهایی را که فضا را پر می‌کنند به عنوان یک کل واحد متشکل از تعداد بی‌نهایت ذرات غیرقابل تقسیم در نظر می‌گرفت.

### استدلال استادانه
ارسطو در اثر خود به نام تعبیرات، با مسئله احتمالات آینده درگیر بود. به ویژه این سؤال که آیا می‌توان احتمالات آینده را در زمان حال به صورت درست یا نادرست در نظر گرفت و اگر آینده باز است، چگونه این کار ممکن است؟
در پاسخ، دیودوروس ادعا کرد که «ممکن» با «ضروری» (یعنی غیرمحتمل) یکی است؛ به این ترتیب که آینده به همان اندازه قطعی و تعریف شده است که گذشته. اسکندر افرودیسی به ما می‌گوید که دیودوروس بر این باور بود که تنها چیزی ممکن است که یا اکنون در حال وقوع است یا در آینده رخ خواهد داد. وقتی دربارهٔ وقایع گذشته صحبت می‌کنیم، به خوبی می‌دانیم که یک واقعه یا رخ داده یا رخ نداده است، اما نمی‌دانیم کدام‌یک درست است؛ بنابراین، تنها می‌گوییم که آن واقعه ممکن است رخ داده باشد. همین‌طور دربارهٔ آینده نیز، یا این که یک واقعه در زمانی رخ خواهد داد، قطعاً درست است، یا این که هرگز رخ نخواهد داد، قطعاً درست است. این که ممکن است رخ دهد یا رخ ندهد، تنها نمایانگر ناآگاهی ما از درست بودن یکی از این دو حالت است. آنچه که هرگز در هیچ زمانی رخ نخواهد داد، غیرممکن است.

دیودوروس ادامه داد تا استدلالی را فرموله کند که به «استدلال استادانه» یا «استدلال حاکم» (ho kurieuôn logos [ὁ κυριεύων λόγος]) مشهور شد. مختصرترین توصیف آن توسط اپیکتتوس ارائه شده است:
استدلالی که «استدلال استادانه» نامیده می‌شود، به نظر می‌رسد از اصولی همچون این‌ها مطرح شده باشد: در واقع، یک تناقض عمومی بین این سه گزاره وجود دارد، به‌گونه‌ای که هر دو گزاره با سومی در تضاد هستند. این گزاره‌ها عبارتند از: (۱) هر حقیقت گذشته باید ضروری باشد؛ (۲) محال از ممکن نتیجه نمی‌شود؛ (۳) چیزی ممکن است که نه حقیقت دارد و نه حقیقت خواهد داشت. دیودوروس با مشاهده این تناقض، از نیروی اثباتی دو گزاره اول برای اثبات این گزاره استفاده کرد: که هیچ چیز ممکن نیست مگر آنچه درست است و هرگز نادرست نخواهد بود.
اپیکتت ادامه می‌دهد که پانتوئیدس، کلئانتس و آنتیپاتروس از تارسوس از گزاره دوم و سوم استفاده کردند تا نشان دهند که گزاره اول نادرست است. از طرف دیگر کریسیپوس با دیودوروس موافق بود که هر چیزی که به عنوان یک واقعه در گذشته درست باشد ضروری است، اما دیدگاه دیودوروس را مبنی بر اینکه ممکن باید یا آنچه درست است یا آنچه درست خواهد بود باشد، رد کرد.
یک بازسازی ممکن به شرح زیر است: برای دیودوروس، اگر رویدادی در آینده رخ نخواهد داد، پس در گذشته این حقیقت داشت که این رویداد رخ نخواهد داد. از آنجا که هر حقیقت گذشته ضروری است (گزاره ۱)، بنابراین ضروری بود که در گذشته این رویداد رخ ندهد. از آنجا که محال نمی‌تواند از ممکن نتیجه شود (گزاره ۲)، همیشه باید غیرممکن بوده باشد که این رویداد رخ دهد؛ بنابراین اگر چیزی حقیقت نخواهد داشت، هرگز ممکن نیست که حقیقت داشته باشد و به این ترتیب گزاره ۳ نادرست نشان داده می‌شود.
اپیکتت ادامه می‌دهد و اشاره می‌کند که پانتویدس، کلئانتس و آنتیپاتر طرسوسی از گزاره‌های دوم و سوم برای نشان دادن نادرستی گزاره اول استفاده کردند. اما کریسیپوس با دیودوروس موافق بود که هر رویدادی که در گذشته درست باشد ضروری است، اما با نظر دیودوروس که ممکن باید چیزی باشد که یا حقیقت دارد یا حقیقت خواهد داشت، مخالف بود. او از گزاره‌های اول و سوم برای نشان دادن نادرستی گزاره دوم استفاده کرد.

## برای مطالعهٔ بیشتر
- گسکین، ریچارد، نبرد دریایی و استدلال استاد. ارسطو و دیودور کرونوس در مورد متافیزیک آینده. برلین، والتر دو گروتر، ۱۹۹۵.
- سدلی، دیوید. دیودور کرونوس و فلسفه هلنیستی. Proceedings of the Cambridge Philological Society 203, NS 23 (1977), P. 74-120.
- ویلمین، ژول. ضروری است. L'aporie de Diodore et les system philosophiques. پاریس ۱۹۸۴. (ترجمه انگلیسی: Necessity or Contingency. The Master Argument, Stanford: CSLI Publications, 1996.شابک ‎۱-۸۸۱۵۲۶-۸۶-۰، جلد شومیزشابک ‎۱-۸۸۱۵۲۶-۸۵-۲).